# Japanische Männer-Handballnationalmannschaft
Die japanische Männer-Handballnationalmannschaft vertritt Japan bei internationalen Turnieren im Herrenhandball.

## Teilnahme an Meisterschaften
Die Mannschaft wurde insgesamt zweimal Asienmeister (zuletzt im Jahr 1979) und nahm zwölf Mal an Weltmeisterschaften teil, die beste Platzierung erreichte sie mit dem 10. Platz bei der Weltmeisterschaft 1970 in Frankreich.

### Handball-Weltmeisterschaft
- Weltmeisterschaft 1961: 12. Platz
- Weltmeisterschaft 1964: 13. Platz
- Weltmeisterschaft 1967: 11. Platz
- Weltmeisterschaft 1970: 10. Platz
- Weltmeisterschaft 1974: 12. Platz
- Weltmeisterschaft 1995: 23. Platz
- Weltmeisterschaft 1997: 15. Platz (in Japan)
- Weltmeisterschaft 2011: 16. Platz
- Weltmeisterschaft 2017: 22. Platz
- Weltmeisterschaft 2019: 24. Platz (Teilnahme mit Wildcard)
- Weltmeisterschaft 2021: 19. Platz
- Weltmeisterschaft 2025: 28. Platz (von 32 Mannschaften)
  - WM-Kader 2025

### Handball-Asienmeisterschaft
- Gold: 1977, 1979
- Silber: 1983, 1987, 1989, 1991, 2004, 2024
- Bronze: 1993, 2000, 2016, 2020

### Olympische Spiele
- Olympische Spiele 2020 (2021): Platz 11 (von 12)

In Tokio konnte das Team in der Vorrunde von fünf Spielen nur eins gewinnen und schied damit aus dem Turnier aus.
- Olympische Spiele 2024: Platz 11 (von 12)

## Bekannte Nationalspieler
- Yukihiro Hashimoto[1]
- Daisuke Miyazaki
- Masanori Iwamoto
- Yuya Taba

## Trainer
Nach der Weltmeisterschaft 2017 wechselte Dagur Sigurðsson als Trainer von der deutschen zur japanischen Nationalmannschaft. Im Jahr 2024 trainierte Antonio Carlos Ortega das Team, er wurde im August 2024 von Toni Gerona abgelöst.